# Forte de carros

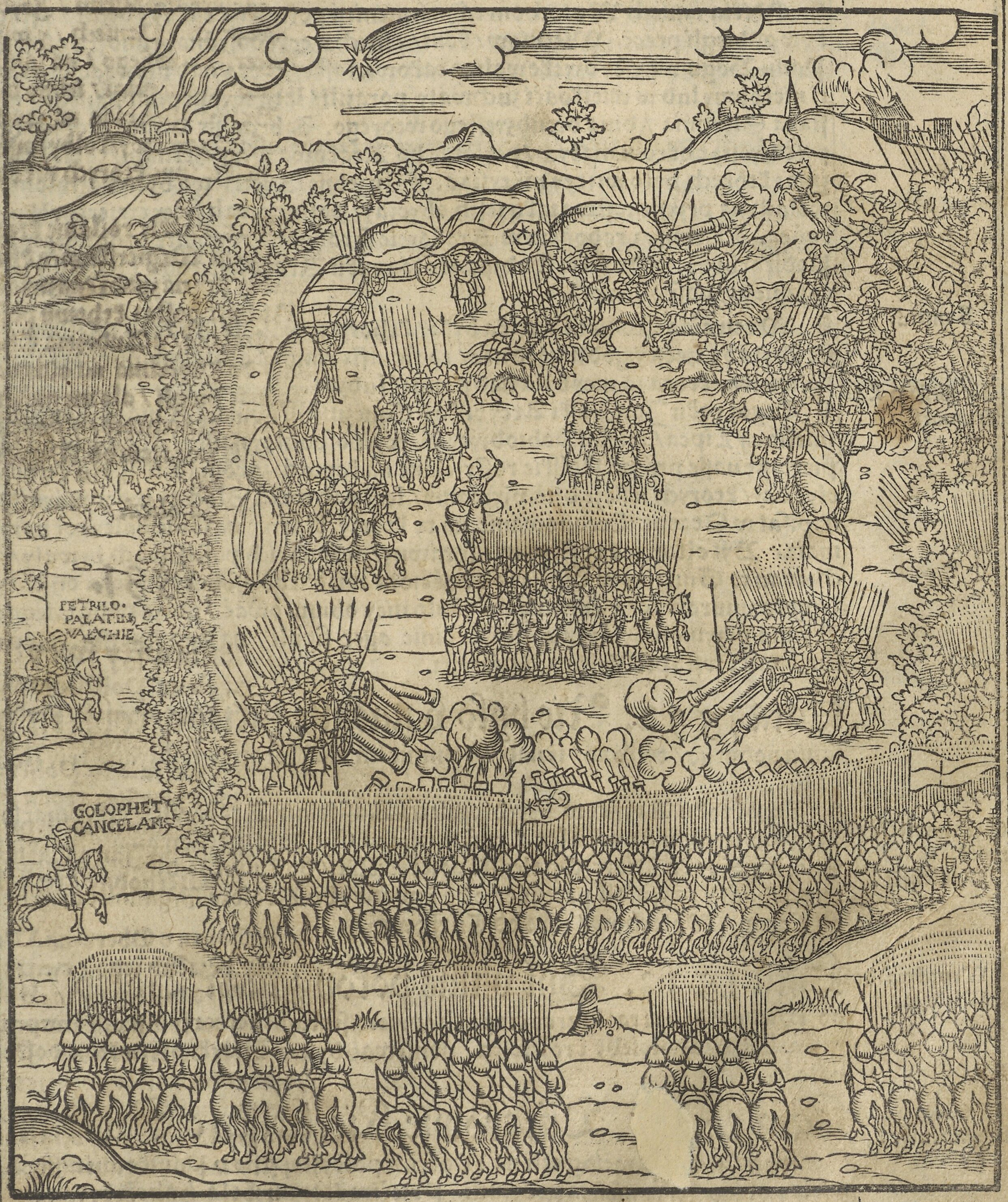
Tabor polaco em 1531.

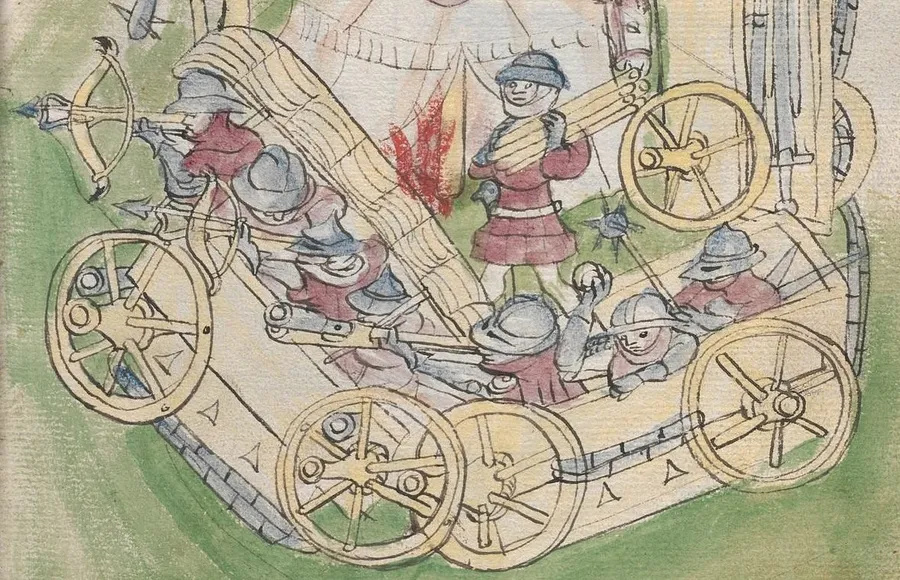
Um vozová hradba ou Wagenburg hussita do século XV

Um forte de carros é uma fortificação móvel, feita com carros ou carroças que se formam em círculo, semicírculo, quadrado ou outra forma. Os carros poderão ser presos uns aos outros, formando um campo fortificado improvisado.
O termo "forte de carros" vem mencionado já num livro do século IV da autoria do oficial do exército romano Amiano Marcelino, referindo-se aos campos fortificados dos Godos.
Exemplos históricos notáveis de fortes de carros incluem o tabor dos Ucranianos e dos Polaco-Lituanos, o Wagenburg ou vozová hradba dos Hussitas, o guliai-gorod dos Russos, o laager dos Boers e o corral dos pioneiros do Velho Oeste.
Na moderna guerra mecanizada, uma formação semelhante de carros de combate ou de outros veículos blindados, usada para um rápido reabastecimento, é designada "laager". Como é bastante vulnerável a ataques, sobretudo vindos do ar, só é mantido por um curto período de tempo, num local relativamente seguro.

## História
Um dos primeiros exemplos da utilização de carros, presos uns aos outros, como fortificação, foi descrita no Livro de Han, um registo histórico chinês acabado em 111. Em 119 a.C., na Batalha de Mobei, na guerra entre a dinastia Han e as tribos nómadas de Xiongnu, o famoso general Wei Qing dos Han usou carros couraçados (conhecidas como "Wu Gang") em formações em anel para neutralizar as cargas de cavalaria dos Xiongnu, antes de lançar uma contra-ofensiva que esmagou totalmente os nómadas.
Durante o século XIII, os exércitos da Rússia de Quieve usaram os tabors ou tabirs na Batalha do rio Kalka, para se defenderem das forças mongóis. Os tabors consistiam num comboio ou num acampamento formado por carroças puxadas a cavalo. As formações em tabor era usadas por povos nómadas, como os Ciganos. Os tabors seguiam os exércitos europeus até ao século XX, transportando os abastecimentos necessários e os elementos de apoio logístico como as cozinhas e as oficinas de campanha. Já nos séculos XVI e XVII, os Cossacos tornaram-se mestres nas táticas de tabors, usando-os também para proteção das tropas em marcha.
As táticas dos tabor ucranianos foi, mais tarde, copiada por vários exércitos da Europa Central, incluindo o da República das Duas Nações.
Durante as Guerras Hussitas, no século XV, os Hussitas também utilizaram táticas de fortes de carros, conhecidos como "Wagenburg" ("castelo de carros" em Alemão) ou como "vozová hradba" ("muro de carros" em Checo). A versão hussita do tabor foi inventada por Jan Žižka, um imaginativo comandante militar. A tática foi usada pelos Hussitas para combater os cavaleiros pesadamente couraçados enviados contra eles, prolongando-se o seu uso por muitos anos, com bastante sucesso.
O Wagenburg era uma enorme fortificação feita com carroças agrícolas, convertidas em carros de guerra. A guarnição de cada carroça consistia em cerca de 20 soldados, onde se incluiam quatro a oito archeiros ou besteiros, dois espingardeiros, seis a oito piqueiros, dois porta-escudos e dois condutores. As carroças formariam, normalmente, um quadrado e, dentro do mesmo, estaria a cavalaria.
Uma batalha usando o Wagenburg teria duas fases principais: a defensiva e o contra-ataque. A fase defensiva consistiria numa flagelação do inimigo com artilharia. A artilharia hussita incluía um tipo primitivo de obus, designado "houfnice" em Checo. Quando o inimigo se aproximava do Wagenburg, os arqueiros e os espingardeiros, saiam de dentro das carroças, infligindo mais baixas ao inimigo, à queima-roupa. Inclusive, até existiriam pedras armazenadas dentro de bolsas no interior das carroças, para serem arremessadas quando a guarnição estivesse sem munições. Depois desta barreira, o inimigo ficaria desmoralizado. Os exércitos dos cruzados anti-Hussitas consistiam, normalmente, em cavalaria pesada e as táticas hussitas tinham como objetivo neutralizar os cavalos para que os cavaleiros fossem obrigados a desmontar, tornando-se alvos fáceis. A partir do momento em que o comandante verificasse que havia condições para tal, era iniciada a segunda fase do combate. Homens armados com espadas, armas de fuste e, mesmo, alfaias agrícolas, sairiam do Wagenburg e atacariam o inimigo já fatigado. Juntamente com a infantaria, a cavalaria sairía do quadrado e atacaria. Nesta altura o inimigo seria eliminado ou ficaria próximo disso.
Outro uso da tática do Wagenburg seria a da formação de vários quadrados que se iriam apoiar uns aos outros. Sempre que o inimigo carregava entre dois quadrados, os atiradores de ambos os Wagenburgs cruzariam os seus tiros, eliminando, facilmente, grande parte dos elementos daquele.
O Wagenburg seria, mais tarde, usado pelos cruzados anti-Hussitas na Batalha de Tachov. Contudo, as forças alemãs anti-Hussitas - sendo inexperientes neste tipo de tática - foram derrotadas. Mais tarde, na Batalha de Lipany, entre a facções utraquista e taborita dos Hussitas, os Taboritas formaram um Wagenburg, mas foram derrotados quando os Utraquistas os levaram a sair da fortificação, simulando uma retirada e depois contra-atacando. As vitórias contra os Wagenburg demonstraram que a melhor maneira de os derrotar seria ou, à partida, evitando que os mesmos fossem formados ou levar a que a sua guarnição o abandonasse para carregar contra ela em campo aberto. O Wagenburg iria decair, a partir de então, mas ainda seria utilizado por vários exércitos centro-europeus durante mais algum tempo.
Nas campanhas a oriente, dos séculos XVI e XVII, os Russos usariam fortificações móveis, designadas "guliai-gorod" ("cidade errante" em Russo), de um tipo muito semelhante aos fortes de carroças. Os guliai-gorod consistiam em paliçadas de madeira, pré-fabricadas, montadas em rodas ou esquis. A utilização dos guliai-gorod mostrou-se crucial para travar a expansão das forças do Canato da Crimeia para dentro do território russo.
No século XIX, os Boers usaram um tipo de forte de carroças conhecido como laager ("campo" em Afrikaans), na sua expansão no interior da África do Sul. Os laager consistiam numa formação de carroças, usada pelos pioneiros os quais colocariam as carroças em círculo, colocando no seu interior o gado e os cavalos, que ficaria protegido de atacantes hostis ou de animais noturnos.
Também os pioneiros norte-americanos usaram formações parecidas aos laager boers, para se defenderem de ataques dos Índios, na sua expansão para oeste. Em caso de ataque, os pioneiros formavam um círculo de carroças, conhecido por "corral" ("curral" em Inglês).